# Frédéric Vergauwen
Jonkheer Frédéric Emmanuel Paul Joseph Vergauwen (Gent, 15 maart 1874 - aldaar, 9 december 1919) was een Belgisch volksvertegenwoordiger.

## Biografie

### Familie
Jonkheer Frédéric Vergauwen behoorde tot de Gentse familie Vergauwen. Hij was een zoon van jhr. Georges Vergauwen, burgemeester van Berlare, en jkvr. Ludovica de la Court. Hij was een kleinzoon van het lid van het Nationaal Congres en senator jhr. Jean Vergauwen-Goethals, die in 1871 in de erfelijke Belgische adel werd opgenomen. Zijn grootoom was jhr. Franz Vergauwen. Zijn groottante was getrouwd met Edouard Malou.
Hij trouwde in 1908 met jkvr. Anne-Marie du Roy de Blicquy (1881-1981). Het huwelijk bleef kinderloos en zijn twee broers en zijn zus bleven vrijgezel, wat het einde van deze familietak betekende.  

### Loopbaan
Vergauwen promoveerde tot doctor in de rechten en werd advocaat in Gent. Hij werd in 1906 verkozen tot provincieraadslid van Oost-Vlaanderen, een mandaat dat hij uitoefende tot in 1914.
In 1914 werd hij katholiek volksvertegenwoordiger voor het arrondissement Gent en vervulde dit mandaat tot twee weken voor zijn dood.